# Witali Sergejewitsch Tschernyschew
Witali Sergejewitsch Tschernyschow (russisch Виталий Сергеевич Чернышёв, belarussisch Віталь Сяргеевіч Чарнышоў; * 18. Juni 1981 in Petrosawodsk) ist ein ehemaliger russischer, später für Belarus startender Biathlet.
Witali Tschernyschow bestritt seine ersten internationalen Rennen im Rahmen der Juniorenrennen der Biathlon-Weltmeisterschaften 2000 in Kościelisko. Im Einzel gewann er hinter Benjamin Eder und Iwan Tscheresow die Bronzemedaille, im Staffelrennen gewann er mit Denis Saldimirow, Iwan Tscheresow und Alexei Tschurin die Goldmedaille. Es folgten die Juniorenweltmeisterschaften 2000 in Hochfilzen, bei denen er 42. des Einzels wurde. Besonders erfolgreich war der Russe bei den Juniorenrennen der Europameisterschaften 2001 in Haute-Maurienne. Im Einzel musste sich Tschernyschow noch Nikolai Kruglow und Michal Šlesingr geschlagen geben und gewann die Bronzemedaille. Im Sprint und im Verfolgungsrennen sowie als Startläufer mit Alexei Konchine, Alexei Solowjow und Nikolai Kruglow im Staffelrennen gewann er die Titel. Erfolgreich verliefen auch die Juniorenweltmeisterschaften 2001 in Chanty-Mansijsk, wo er den Titel im Einzel gewann sowie Siebter in Sprit und Verfolgung wurde. Im Staffelrennen gewann er erneut als Startläufer eingesetzt mit Alexander Schukow, Solowjow und Kruglow hinter der deutschen Vertretung die Silbermedaille.
Seine ersten internationalen Meisterschaften bei den Männern lief Tschernyschow bei den Europameisterschaften 2002 in Kontiolahti und wurde 32. des Einzels sowie mit Sergei Konowalow, Andrei Prokunin und Filipp Schulman vierter des Staffelwettbewerbs. Ein Jahr später gewann er bei der EM in Forni Avoltri an der Seite von Konowalow, Schulman und Tscheresow hinter den Deutschen die Staffel-Silbermedaille. Zudem wurde er 21. des Einzels, 15. des Sprints und 16. der Verfolgung. Seit der Saison 2003/04 startete der Russe regelmäßig im Europacup, bestes Ergebnis wurde ein dritter Rang in einem Einzel in Obertilliach hinter Wladimir Grigorjew und Maxim Maximow in der Saison 2004/05. Zur Saison 2006/07 wechselte Tschernyschow vom russischen zum belarussischen Biathlonverband. Auf den ersten Stationen des Biathlon-Weltcups bestritt er seine einigen Rennen in der Rennserie. Sein erstes Rennen, ein Einzel in Östersund, beendete er nicht. Bestes Ergebnis wurde ein 69. Platz in Hochfilzen. Es war zugleich sein letztes internationales Rennen.

## Biathlon-Weltcup-Platzierungen
Die Tabelle zeigt alle Platzierungen (je nach Austragungsjahr einschließlich Olympische Spiele und Weltmeisterschaften).
- 1.–3. Platz: Anzahl der Podiumsplatzierungen
- Top 10: Anzahl der Platzierungen unter den ersten zehn (einschließlich Podium)
- Punkteränge: Anzahl der Platzierungen innerhalb der Punkteränge (einschließlich Podium und Top 10)
- Starts: Anzahl gelaufener Rennen in der jeweiligen Disziplin

| Platzierung         | Einzel | Sprint | Verfolgung | Massenstart | Staffel | Gesamt |
| ------------------- | ------ | ------ | ---------- | ----------- | ------- | ------ |
| 1. Platz            |        |        |            |             |         |        |
| 2. Platz            |        |        |            |             |         |        |
| 3. Platz            |        |        |            |             |         |        |
| Top 10              |        |        |            |             |         |        |
| Punkteränge         |        |        |            |             |         |        |
| Starts              | 1      | 4      |            |             |         | 5      |
| Stand: Karriereende |        |        |            |             |         |        |